# 高雄青果社舞弊案
高雄青果社舞弊案，發生於1969年3月7日，高雄縣檢方起訴高雄青果運銷合作社理事長吳振瑞等人，指控他們贈送金盤、金碗，涉嫌貪污、背信、圖利等罪。吳振瑞等人隨後被法院判刑。當時新聞媒體報導，稱吳振瑞等人為蕉蟲，認為他們嚴重剝削農民，因此又稱剝蕉案、金盤金碗案。
此事件被認為是一個冤案。1989年，在當時李登輝總統的指示下，中華民國政府將沒收的金盤金碗送還吳振瑞等人，私下道歉；吳振瑞因年事已高，不願再上法院爭訟平反，與中華民國政府達成和解。

## 事件經過
1963年，日本香蕉貿易自由化，並成立日本香蕉輸入組合為進口單一窗口。台灣香蕉的對日出口受到南美洲、菲律賓、中國大陸的挑戰，使得出口團體需要政府的協助，政府牽引蕉農分享台蕉出口的利益，提升了青果合作社的地位，並由外貿會建立產銷均衡的新體制「五五制」。此時高雄青果合作社理事主席吳振瑞扮演很重要的角色，吳氏與日本柴田產業連結，突破日本香蕉輸入組合，拓展青果合作社在日本的銷售網絡。一時之間青果合作社業績鼎盛，從蕉農到幹部都有豐富的收入，吳振瑞也被稱為「蕉王」。
1968年，日本香蕉輸入組合要求大量進口中南美香蕉並要求台灣香蕉降價，這對台蕉來說是一個衝擊。台灣香蕉輸日主要是以竹簍包裝，在1960年代起紙箱包裝成為世界的一個趨勢，而且竹簍包裝容易導致撞傷、擦傷、黴變與蟲蛀，導致香蕉卸貨後黑斑多，往往有20％～30％的損傷。竹簍包裝困難不利於機械操作，且竹簍一簍是48公斤為紙箱的3倍重，在人力搬運時，因負荷過重，不免有碰損，因此日本希望進口香蕉能採用紙箱包裝。青果聯合會理事主席吳振瑞反對用紙箱包裝，主要是聯合社現已購進了500萬箇竹簍，這批竹簍遽爾作廢不用，成本虧損太大。大多理監事都兼營竹簍生意或收取竹簍業的扣佣，所以竹簍的使用與否，牽涉到這些人的私利問題。
1969年3月7日，高雄地檢署與調查局以高雄青果社涉嫌賄賂官員與剝削蕉農為由對其進行搜索，並逮捕吳振瑞等人。在調查後檢察官以吳振瑞在理事主席任內將原每簍香蕉CIF美金7元（折合新台幣280元），收取34元費用，肆意提高為39元，至1967年底，復調整為37元，用紙箱包裝，每箱增加收取19元。以1967年度為例，該社計輸出香蕉621萬1003簍，即收取包裝材料集運管理費2億3017萬元、1968年也收取2億元以上，而兩年之間，浮收2400萬餘元。在1963～1964年時私下向日商索取每簍香蕉美金1至2元之回扣以自肥。予取予求，坐食蕉農，以達私利目的。調查人員發現吳振瑞在1967年為慶祝高雄青果社20週年社慶，花費170萬元購買金銀果盤、金飯碗及金杯等禮品，慰勞對該社曾有功之政府官員。因吳振瑞認為香蕉輸日會有如此好的發展，他認為是歸功於外貿會主委徐柏園所推的「產銷一元化」。因此送金碗、金杯給相關政府官員，徐柏園亦收受吳振瑞所贈30兩金碗盤。此案除吳振瑞等青果社幹部被逮捕外，其中牽涉到以金碗、金杯賄賂官員的部分也使外貿會香蕉小組執行秘書譚玉佐等人被依違反「動員戡亂時期貪污治罪條例」中「涉嫌利用職務之便收受不正常招待與餽贈」遭到收押、審判。外貿會主委徐柏園曾收受吳振瑞贈與的金碗，不過沒有被收押。而是以對青果外銷業務督導不週，用人失當辭去外貿會主委、中央銀行總裁等一切本兼職。
地方法院一審時，判決吳振瑞八年徒刑。二審時，以查無舞弊違法事由，改以違反政府依《國家總動員法》所發禁止黃金買賣之命令判刑。1972年5月10日，中華民國最高法院判決確定，吳振瑞被判刑2年6個月。
在剝蕉案發生之後，台灣銷日的香蕉出口額大幅衰退，結束台灣香蕉外銷的黃金時期。

## 法律爭議
吳振瑞等人被指控的罪名，一是圖利、背信，二是違反黃金管制的行政命令。
關於圖利、背信罪的爭議在於，贈送金盤、金碗是由青果合作社社員大會通過的決議，並不是由吳振瑞等人私自執行，以此判罪在事實認定上有疑義。
至於黃金管制命令，主要是管制金塊。金盤、金碗屬於黃金飾品，並不在管制範圍內。以此判刑，過度擴張了行政命令的範圍與權力。而且，以違反行政命令判刑，違反罪刑法定主義的精神。

## 事件起因
外界對事件起因有多種猜測。一個說法是，時任中華民國經濟部部長李國鼎以竹簍包裝落伍為由，曾介紹其弟擔任經理的美國律頓公司簽約製造紙箱，但吳振瑞拒絕，因而影響到李國鼎兄弟的利益，終致遭到清算。
吳振瑞爭取五五制，把台灣輸出日本配額的一半爭取回各地青果合作社手中，打破青果輸出公會（由陳查某等人控制）的壟斷，使吳振瑞受到許多人的中傷，也可能是使吳振瑞受到當局整肅的原因。

## 後續
2016年，屏東縣政府出版《金蕉傳奇：香蕉大王吳振瑞與金碗案的故事》，以平反吳振瑞當年的冤屈。
2020年，鏡文學出版小說《蕉王吳振瑞》獲 2018 年第四屆台灣歷史小說獎，作者李旺台。

## 外部連結
- 《台灣公論報》馮清春 為蕉界功臣吳振瑞冤案平反憶往
- 台灣威權時代的財經研究 （页面存档备份，存于）